# Parafia św. Józefa w Katowicach
Parafia św. Józefa w Katowicach-Załężu – rzymskokatolicka parafia należąca do dekanatu Katowice-Załęże archidiecezji katowickiej, z siedzibą przy ulicy Gliwickiej 76 w Katowicach, na terenie dzielnicy Załęże. 
Została erygowana 20 kwietnia 1896 roku. Jej pierwszym proboszczem w latach 1900–1942 był ks. prał. Józef Kubis, a później posługiwali tu m.in. przyszli biskupi Wilhelm Pluta i Jerzy Stroba. Parafia w 2022 roku liczyła około 8,4 tys. wiernych z katowickiego Załęża, a na jej terenie znajduje się m.in. dom Zgromadzenia Sióstr św. Jadwigi, a także dom Zakonu Braci Mniejszych Kapucynów. 
Kościół parafialny powstał w stylu neogotyckim według projektu Ludwiga Schneidera jako obiekt wotywny po katastrofie górniczej w kopalni „Cleophas” (późniejszy „Kleofas”) z 1894 roku, a poświęcony został 8 listopada 1900 roku.  

## Historia

### Okoliczności powstania parafii

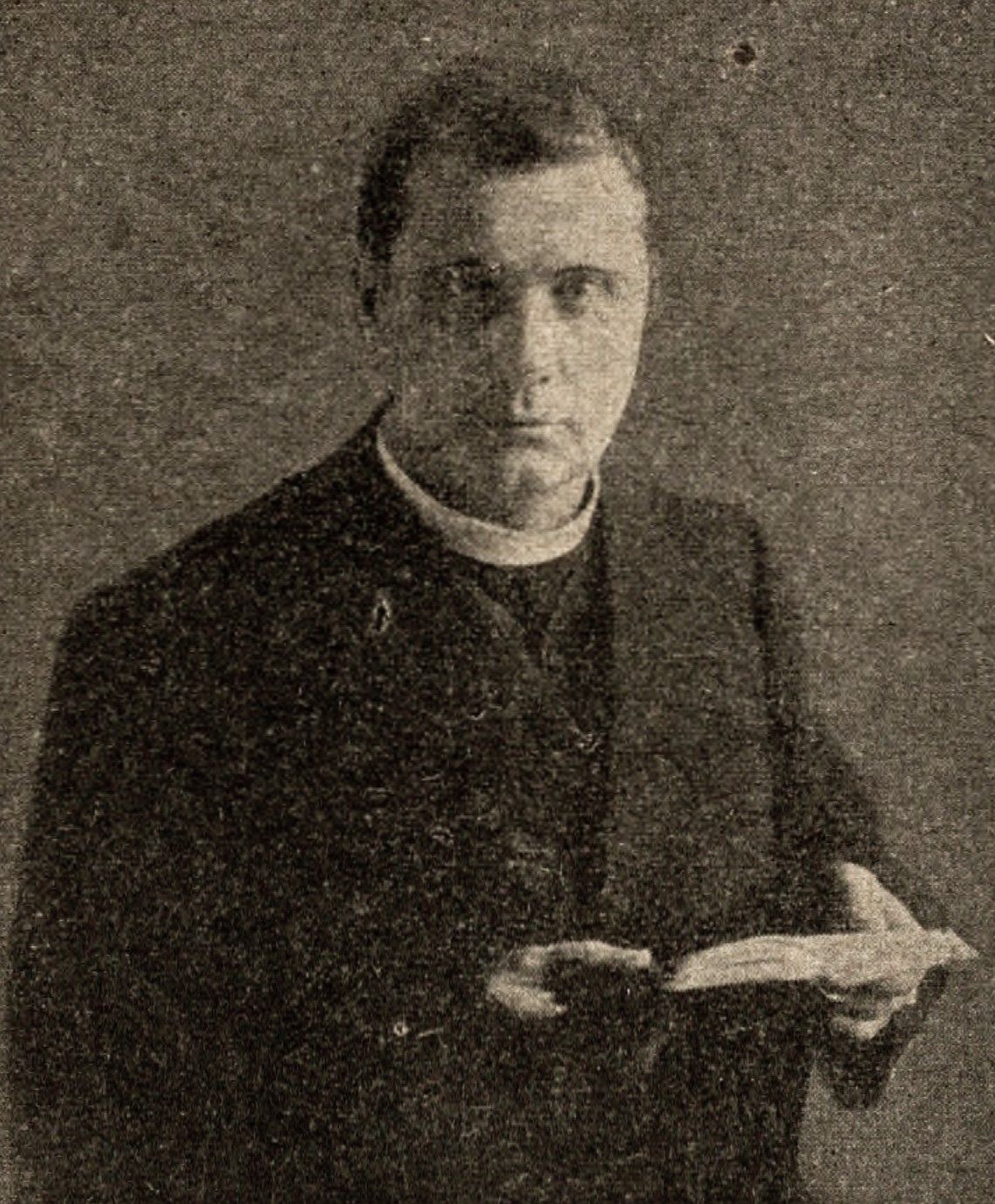
Ks. Ludwik Skowronek – proboszcz bogucickiej parafii, budowniczy kościoła pw. św. Józefa i administrator załęskiej parafii w latach 1896–1900

Zanim została erygowana parafia św. Józefa, wierni z Załęża przynależeli do bogucickiej parafii św. Szczepana, której początki sięgają drugiej połowy XIV wieku. Pierwszy pomysł utworzenia załęskiej parafii rzymskokatolickiej, a także budowy kościoła pojawił się w połowie XIX wieku, kiedy to proboszczem parafii w Bogucicach był ks. Leopold Markiefka. W tym czasie właściciel dóbr załęskich, Ernest Georges de la Tour, wyszedł z pomysłem budowy kościoła, plebanii, cmentarza i szkoły w położonej na terenie gminy Załęskiej Hałdzie. Projekt nowej parafii z 1855 roku przewidywał włączenie do niej z parafii bogucickiej Brynowa i Załęża, z mikołowskiej Ligoty, Ochojca, Piotrowic, a z chorzowskiej familoków z okolic huty „Baildon”. Z powodu braku poparcia finansowego nie zrealizowano tych planów. Kolejny właściciel Załęża, George von Moltke (od 1856 roku), był zainteresowany jedynie budową kościoła, ale nie powołaniem parafii.
Dynamiczny rozwój przemysłu, a wraz z tym szybki wzrost liczby ludności Załęża spowodowało, że kwestia ustanowienia nowej parafii stawała się coraz bardziej pilna, zwłaszcza że kościół w Bogucicach był od Załęża oddalony o około 4 km. Jednocześnie coraz więcej parafian z Załęża uczęszczało do nowo wybudowanych świątyń w Dębie, Hajdukach Wielkich czy Katowicach, gdzie w rejonie późniejszego placu Wolności został poświęcony w 1860 roku tymczasowy kościół pw. Niepokalanego Poczęcia Najświętszej Maryi Panny. Dalekie położenie bogucickiego kościoła spowodowało, iż wierni zaczęli zabiegać o odłączenie i utworzenie własnej parafii wraz z kościołem.
Kiedy powoływano katowicką parafię Niepokalanego Poczęcia Najświętszej Maryi Panny zakładano pierwotnie, że obejmie ona także Załęże. Na początku 1859 roku w katowickim mieszkaniu księgowego zarządu dóbr Tiele-Wincklerów Heinricha Knappego doszło do spotkania biskupich komisarzy w którym wziął udział ks. Leopold Markiefka z Bogucic. Jego tematem była secesja od parafii bogucickiej Katowic, Brynowa i Załęża, o co postulował biskup wrocławski ks. Heinrich Förster. Na secesję Załęża od parafii bogucickiej nie zgodził się bogucicki proboszcz, a spór ten rozstrzygnął biskup wrocławski, przez co samo Załęże pozostało jeszcze częścią parafii bogucickiej.
1 grudnia 1895 roku Zarząd Kościelny parafii św. Szczepana w Bogucicach podjął uchwałą o utworzeniu nowej parafii w Załężu. Proboszcz bogucickiej parafii ks. Ludwik Skowronek zwrócił się z tą sprawą do kurii wrocławskiej, gdzie 27 grudnia 1895 roku ks. kard. Georg von Kopp zaakceptował jego plany. 19 stycznia 1896 roku bogucicki proboszcz zwołał walne zebranie przedstawicieli załęskiej gminy i przedstawił plany utworzenia parafii i budowy kościoła, które zostały przyjęte większością głosów.
Sprawę budowy kościoła i powołania parafii przyspieszyła katastrofa górnicza w kopalni „Cleophas” (późniejszy „Kleofas”) z 3 na 4 marca 1896 roku, w której to w pożarze zginęło ponad stu górników, głównie z Bogucic, Dębu i Załęża. W trakcie pogrzebu ofiar katastrofy ks. Ludwik Skowronek złożył uroczyste ślubowanie zbudowania kościoła w Załężu poświęconego św. Józefowi, patronowi dobrej śmierci.

### Powołanie parafii i budowa kościoła

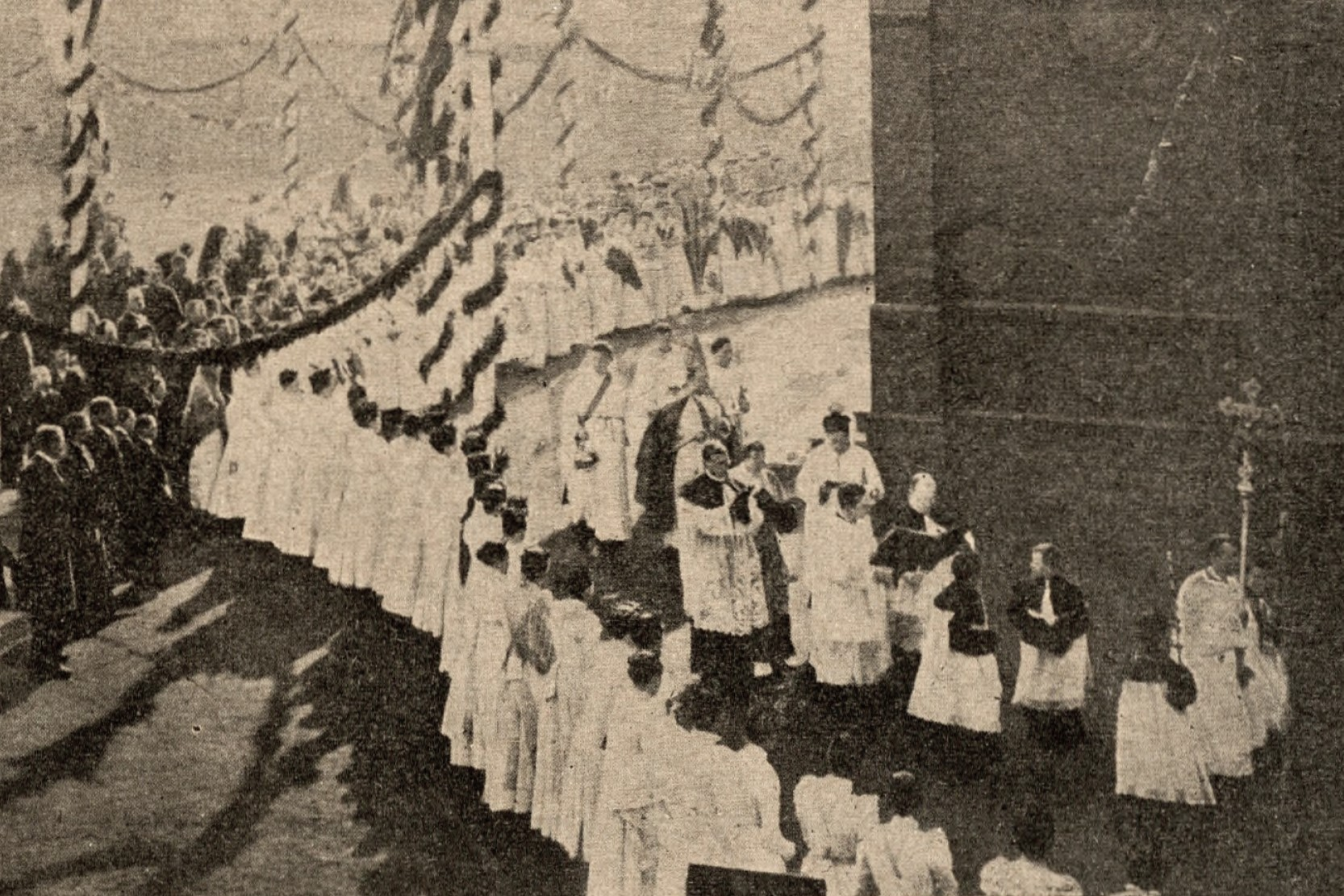
Uroczystość konsekracji kościoła pw. św. Józefa 29 kwietnia 1902 roku

20 kwietnia 1896 roku dekretem biskupa wrocławskiego ks. kard. Georga von Koppa erygowano parafię św. Józefa w Załężu, a potwierdzenie tego faktu przez władze świeckie nastąpiło 13 lipca 1896 roku. Administratorem nowej parafii został 24 sierpnia 1896 roku proboszcz bogucicki ks. Ludwik Skowronek. Księgi parafialne zaczęto prowadzić od 1 października 1896 roku, natomiast ponad miesiąc później, tj. 12 listopada, wybrano Zarząd Kościelny i Radę Parafialną. 
Do nowo utworzonej załęskiej parafii zostali przypisani mieszkańcy Załęża oraz dwóch przysiółków: Obroków i Owsisk. Liczyła około 12 tysięcy wiernych, a po 25 latach było ich 20 tysięcy. Charakteryzowała się ujednoliconą strukturą społeczną mieszkańców, wśród których zdecydowaną większość stanowili robotnicy oraz rzemieślnicy.
W 1896 roku rozpoczęto przygotowania do budowy kościoła, a także rozpoczęto budowę probostwa i klasztoru sióstr jadwiżanek. Samą budowę świątyni rozpoczęto po dwóch latach – 15 maja 1898 roku poświęcono kamień węgielny. Zaprojektowanie świątyni powierzono architektowi Ludwigowi Schneiderowi. Patronat nad nowo powstałą parafią i budowanym kościołem objął biskup wrocławski jako ordynariusz, lecz największy trud budowy kościoła spoczywał na administratorze oraz wiernych. Poświęcenia kościoła parafialnego pw. św. Józefa dokonał 8 listopada 1900 roku ks. dziekan Wiktor Schmidt, a podczas tej uroczystości wprowadzono nowego proboszcza załęskiej parafii – ks. Józefa Kubisa. Konsekracji świątyni dokonał 29 kwietnia 1902 roku biskup wrocławski ks. kard. Georg von Kopp, a nazajutrz dokonał w niej pierwszego bierzmowania, które przyjęło 1749 osób.
Wraz z powstaniem parafii ks. Ludwik Skowronek podjął starania o sprowadzenie do Załęża sióstr zakonnych. 30 kwietnia 1898 roku władze świeckie wyraziły zgodę na powstanie Domu Sióstr św. Jadwigi, a pierwsze siostry przybyły do Załęża 4 kwietnia 1899 roku. 30 listopada 1899 roku poświęcono dom zakonny. 

### Działalność parafii do 1945 roku

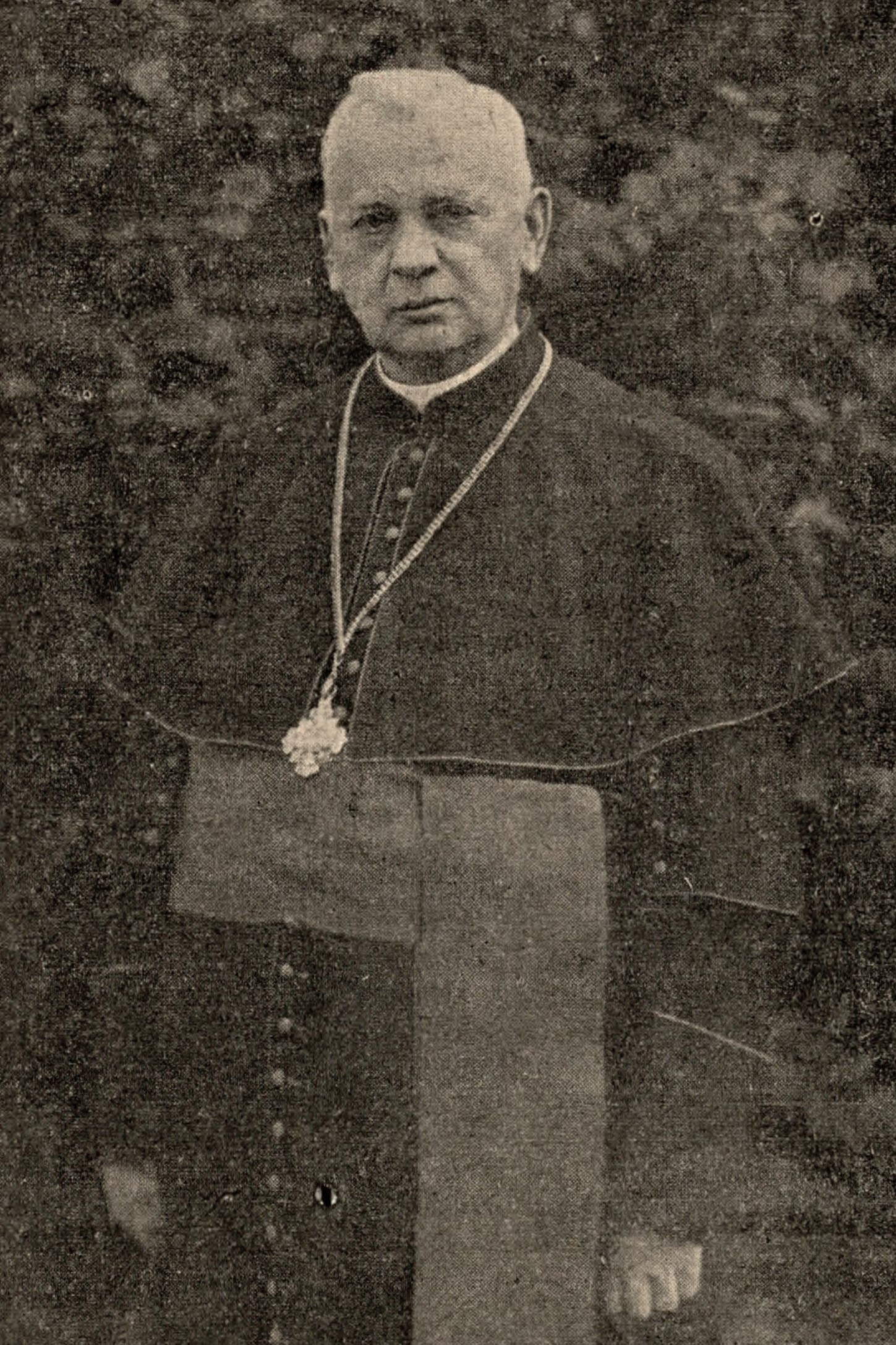
Ks. prał. Józef Kubis, proboszcz załęskiej parafii w latach 1900–1942

W 1901 roku załęska parafia zyskała pierwszego wikariusza – ks. Zygfryda Noconia, który posługiwał we wspólnocie do 1903 roku. Od 1905 roku parafia miała już dwóch wikariuszy. W 1910 roku z inicjatywy proboszcza ks. Józefa Kubisa i przy wsparciu Towarzystwa św. Karola Boromeusza powstała biblioteka parafialna, która posiadała pierwotnie 1 tys. woluminów. W 1910 roku przygotowano pierwsze w parafii misje dla polskojęzycznych parafian, które prowadzili ojcowie Jezuici z Galicji, a w marcu 1911 roku osobne misje odbyły się dla parafian niemieckojęzycznych. 15 czerwca 1916 roku proboszcz załęskiej parafii ks. Józef Kubis objął obowiązki dziekana dekanatu mysłowickiego, do którego należała także załęska parafia.   
W latach przedwojennych liczebnie dominowali parafianie polskojęzyczni, lecz w działalności duszpasterskiej traktowano ich na równi z parafianami niemieckojęzycznymi. Widoczne było to w języku głoszonych kazań czy przyjmowaniu spowiedzi. Jednocześnie w tym samym okresie zaczęły powstawać różnego rodzaju stowarzyszenia oraz wspólnoty działające przy kościele, które oddzielnie skupiały Polaków i Niemców.
W 1922 roku do Polski włączono część Górnego Śląska, w tym i parafię św. Józefa. W tym samym roku w szpitalu dziecięcym przy późniejszej ulicy P. Pośpiecha otwarto klasztor Sióstr Służebniczek Niepokalanego Poczęcia Najświętszej Maryi Panny z domu macierzystego w Porębie. 1 marca 1923 roku utworzono dekanat katowicki, do którego włączono załęską parafię, a na jego czele stanął załęski proboszcz ks. Józef Kubis. W 1925 roku została powołana diecezja katowicka, do której włączono parafię św. Józefa. 
Od 1934 roku zaczęto wydawać dwujęzyczne czasopismo parafialne, wydawane w takiej formie do września 1939 roku. Czasopismo wydawano jeszcze w latach 1940–1941, ale już tylko w języku niemieckim.  
W 1938 roku parafia św. Józefa w Katowicach-Załężu liczyła 18 015 wiernych, a posługiwało w niej czterech kapłanów. Udzielono wówczas 215 ślubów, 337 chrztów oraz 247 pogrzebów. Przed wybuchem II wojny światowej przy wspólnocie parafialnej działało 30 polskich stowarzyszeń kościelnych i bractw oraz 21 ich niemieckich odpowiedników. Do wspólnot tych należało około 30 tys. członków – część parafian należało do więcej niż jednej organizacji. 
5 listopada 1942 roku odbył się pogrzeb pierwszego załęskiego proboszcza ka. Józefa Kubisa, w którym uczestniczyło 106 kapłanów, w tym biskup sufragan wrocławski ks. Joseph Ferche i wikariusz generalny ks. Franciszek Woźnica. 

### Okres powojenny

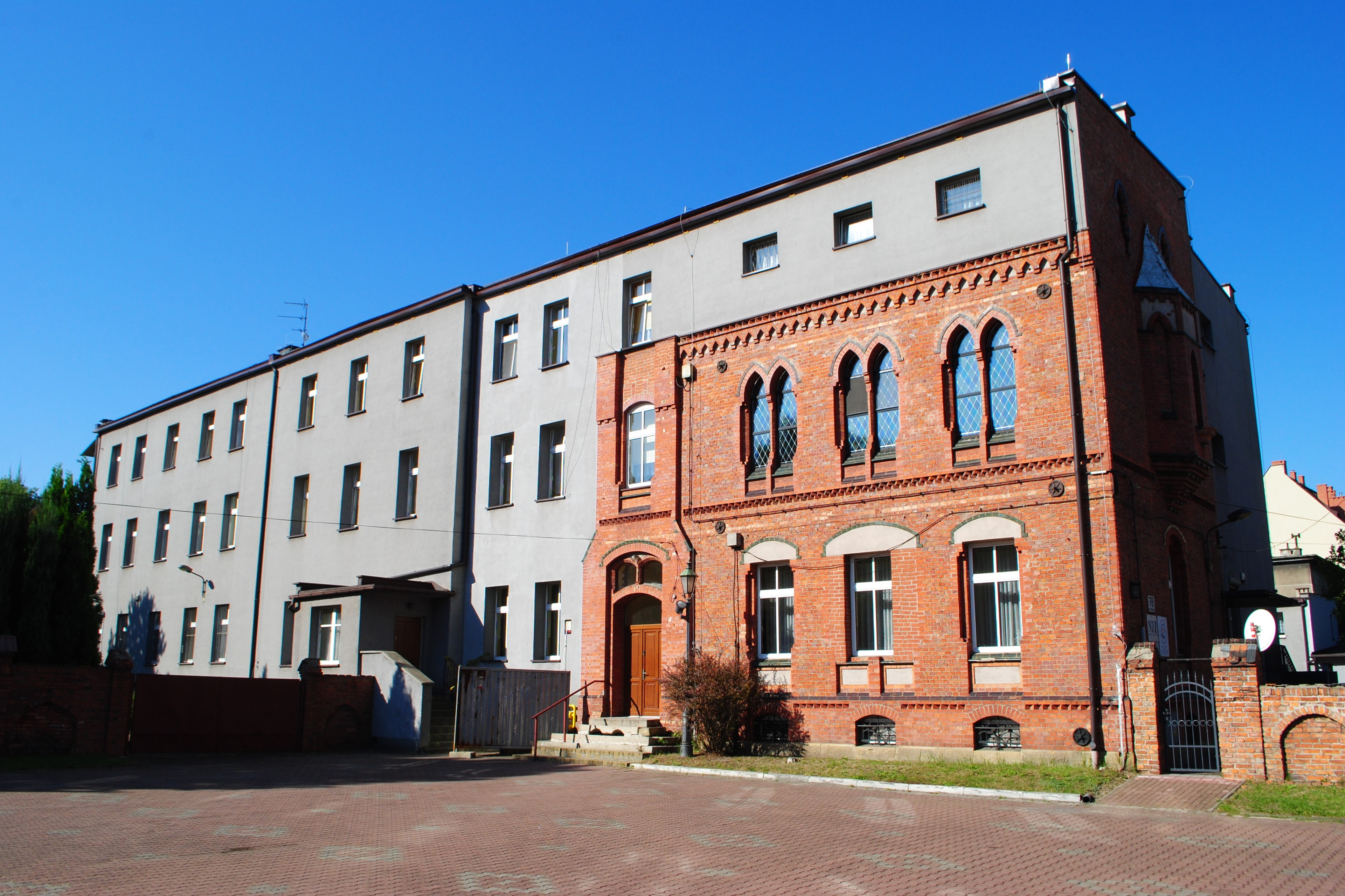
Dom Zgromadzenia Sióstr św. Jadwigi, w którym w 1950 roku został otwarty Zakład Opiekuńczo-Leczniczy

Po II wojnie światowej nastąpiły radykalne zmiany w załęskim duszpasterstwie. W 1945 roku katolików w Załężu było niemal 100% (innowierców i niewierzących było zaledwie 92). W 1947 roku liczba parafian zaczynała zbliżać się do 17 tysięcy, a w 1948 roku wznowione zostały misje, które ze względu na małe zainteresowanie prowadzono na dziedzińcu kościelnym. Ograniczano także działalność siostrom jadwiżankom – w 1950 roku został im odebrany zakład opiekuńczy, który został przekazany prorządowej organizacji Caritas, a siostry odtąd prowadziły tylko dom opieki nad starszymi kobietami – Zakład Opiekuńczo-Leczniczy. 
Po II wojnie światowej z terenów parafii św. Józefa wyłoniono dwie osobne wspólnoty parafialne. 1 stycznia 1946 roku biskup katowicki ks. Stanisław Adamski ustanowił kurację – późniejszą parafię śś. Cyryla i Metodego, a 14 września 1982 roku powołano parafię Podwyższenia Krzyża Świętego i św. Herberta na osiedlu W. Witosa.
W latach 1951–1956 na probostwie działało Studium Pastoralne dla neoprezbiterów, którego rektorem był proboszcz ks. Wilhelm Pluta. Studiowali oni teologię pastoralną, a oprócz tego odbywali praktykę duszpasterską w pobliskich wspólnotach parafialnych. W 1954 roku po przyjęciu święceń na terenie parafii św. Józefa zamieszkał ks. Władysław Basista. Wówczas to pod kierownictwem proboszcza ks. Wilhelma Pluty rozpoczął katechizację dzieci w przyparafialnej salce katechetycznej. Organizował również zajęcia teatralne oraz wycieczki dla dzieci w góry, a podczas odwiedzin duszpasterskich udzielał wsparcia materialnego dla najbardziej potrzebujących rodzin z załęskiej parafii.

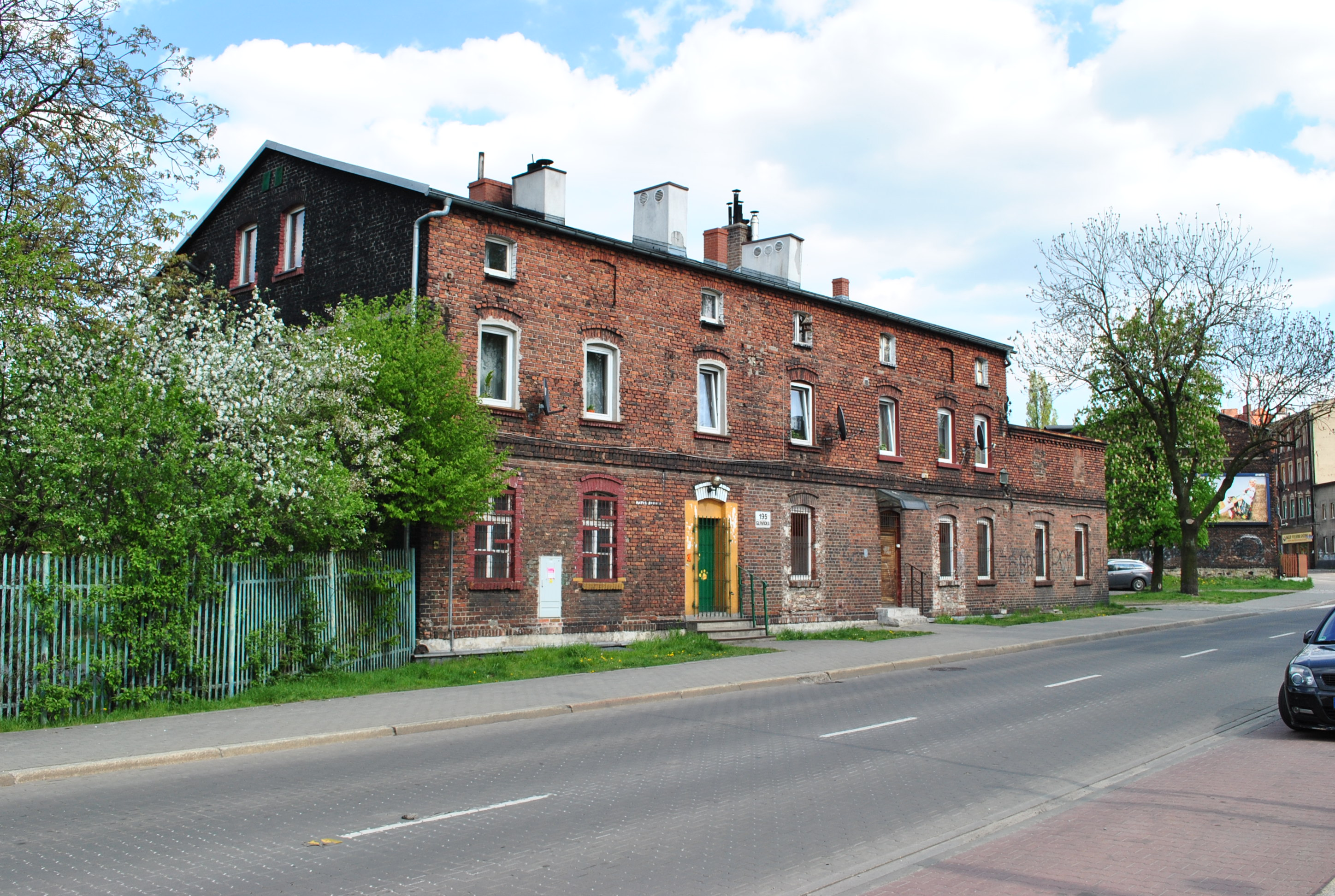
Kamienica przy ulicy Gliwickiej 195 – siedziba Domu Zakonnego Kapucynów w Katowicach (2014)

W 1963 roku ustanowiono drugi odpust parafialny ku czci Matki Bożej Fatimskiej. 28 stycznia 1966 roku w ramach Tygodnia Modlitw o Jedność Chrześcijan w załęskim kościele parafialnym została odprawiona msza św. w obrządku greckokatolickim, której przewodniczył ks. kan. Mikołaj Deńko z Krakowa. W 1971 roku z uwagi na zwolnienie z prac ostatnich sióstr służebniczek zlikwidowano miejscową placówkę zakonną, która w 1962 roku została przeniesiona na probostwo. 
W 1990 roku z inicjatywy księży Janusza Kuśki i Józefa Włoska rozpoczęto wydawanie czasopisma parafialnego „Podpora Rodzin”. W 1991 roku w odpowiedzi na prośbę Towarzystwa Społeczno-Kulturalnego Ludności Pochodzenia Niemieckiego ks. abp Damian Zimoń wydał zgodę na odprawianie w załęskim kościele parafialnym cotygodniowej mszy św. w języku niemieckim, co odbywało się do końca 2016 roku. 23 maja 2002 roku na terenie załęskiej parafii rozpoczął działalność klub Wysoki Zamek, powstały jako dzieło Wspólnoty Dobrego Pasterza. W 2006 roku na terenie parafii w budynku przy ulicy Gliwickiej 195/1 zamieszkali Bracia Mniejsi Kapucyni z prowincji krakowskiej. 
W 2005 roku parafia św. Józefa w Katowicach-Załężu liczyła około 11 tys. wiernych, a w 2022 roku liczba ta zmalała do około 8,4 tys. wiernych. Udzielono wówczas 41 chrztów, 51 pierwszych i wczesnych komunii św., 68 sakramentów bierzmowania, 12 ślubów i 178 pogrzebów.

## Proboszczowie
- ks. Ludwik Skowronek (kuratus 1896–1900)[38]
- ks. prał. Józef Kubis (proboszcz 1900–1942)[38]
- ks. Franciszek Musialik (administrator 1942–1946)[38]
- ks. Alfons Tomaszewski (administrator 1946–1951)[38]
- ks. Wilhelm Pluta (administrator 1951–1956; proboszcz 1956–1958; późniejszy biskup gorzowski; Sługa Boży)[38][39]
- ks. Jerzy Stroba (administrator 1958; późniejszy biskup pomocniczy gorzowski, potem biskup szczecińsko-kamieński, następnie arcybiskup metropolita poznański)[38]
- ks. Franciszek Leśnik (administrator 1958–1959; proboszcz 1959–1971)[38]
- ks. prał. Jerzy Nyga (administrator 1971; proboszcz 1971–2000)[38][18]
- ks. Jerzy Słota (administrator 2000–2001; proboszcz 2001–2023)[38][40]
- ks. Maciej Kuś (administrator od 2023)[40]

## Kościół parafialny i inne obiekty

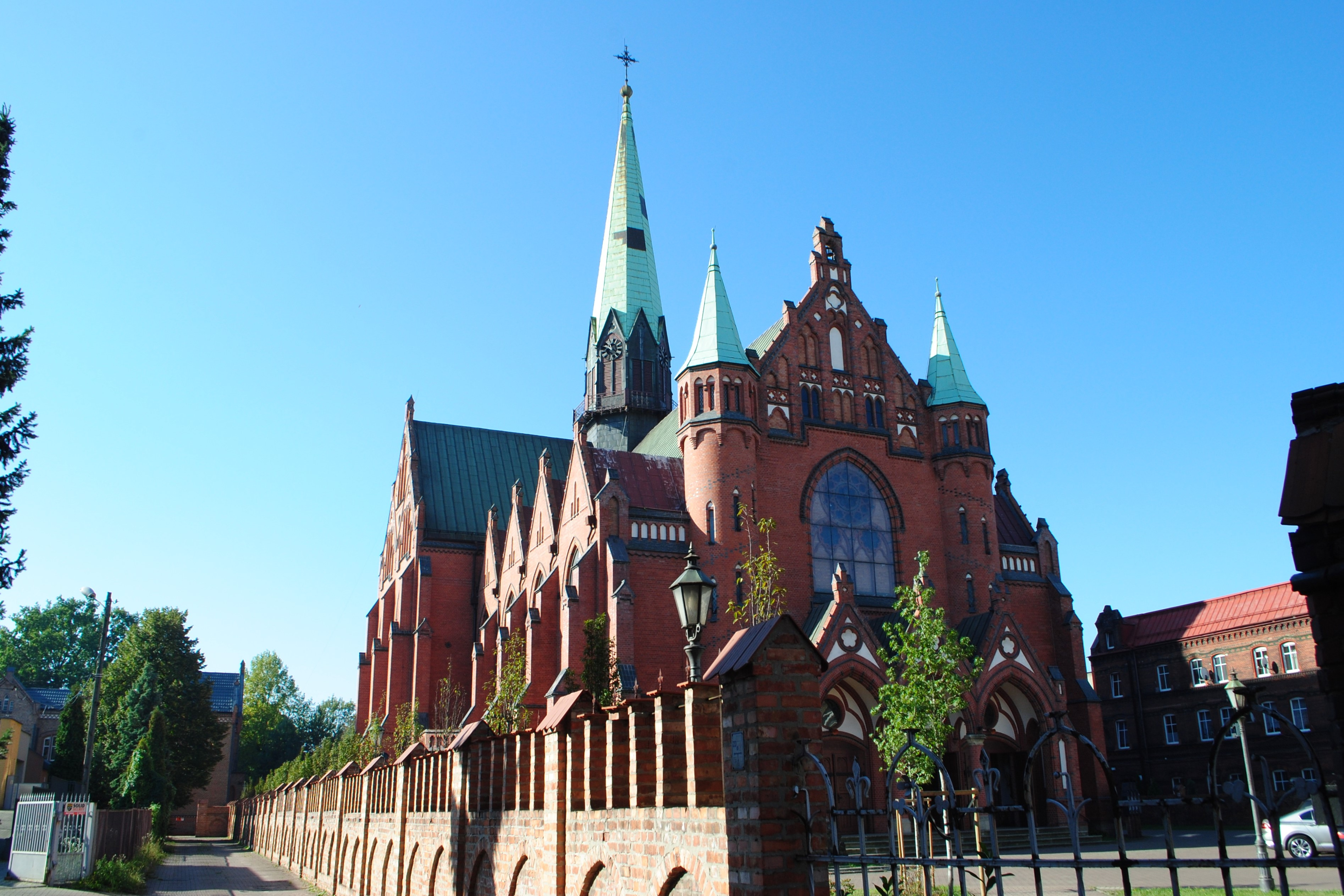
Kościół pw. św. Józefa (2024)

Kościół parafialny pw. św. Józefa położony jest przy ulicy Gliwickiej, we wschodniej części Załęża. Został poświęcony 8 listopada 1900 roku, a wzniesiono go w stylu neogotyckim według projektu architekta Ludwiga Schneidera. Posiada pseudobazylikowy korpus i smukłą wieżę, a łączna wysokość świątyni dochodzi do 64 metrów. Elewacje ozdobiono ornamentami z cegły profilowanej i glazurowanej, a samą fasadę ujęto w dwie wieżyczki, pomiędzy którymi znajduje się kruchta z potrójnym wejściem do kościoła. Wewnątrz świątyni zachowany jest niemal cały jego pierwotny wystrój.
Dom parafialny i dom Zgromadzenia Sióstr św. Jadwigi znajduje się w zachodniej części placu kościelnego, przy ulicy Gliwickiej 78. Został poświęcony 30 października 1899 roku. Budynek probostwa przy ulicy Gliwickiej 76 zamieszkany jest przez proboszcza i wikariuszy, a położony jest naprzeciwko domu parafialnego, po wschodniej stronie placu kościelnego. Funkcjonuje od listopada 1900 roku.
Na terenie parafii znajdują się następujące kaplice: na probostwie, w Zakładzie Opiekuńczo-Leczniczym i w domu Zakonu Braci Mniejszych Kapucynów.

## Działalność duszpasterska

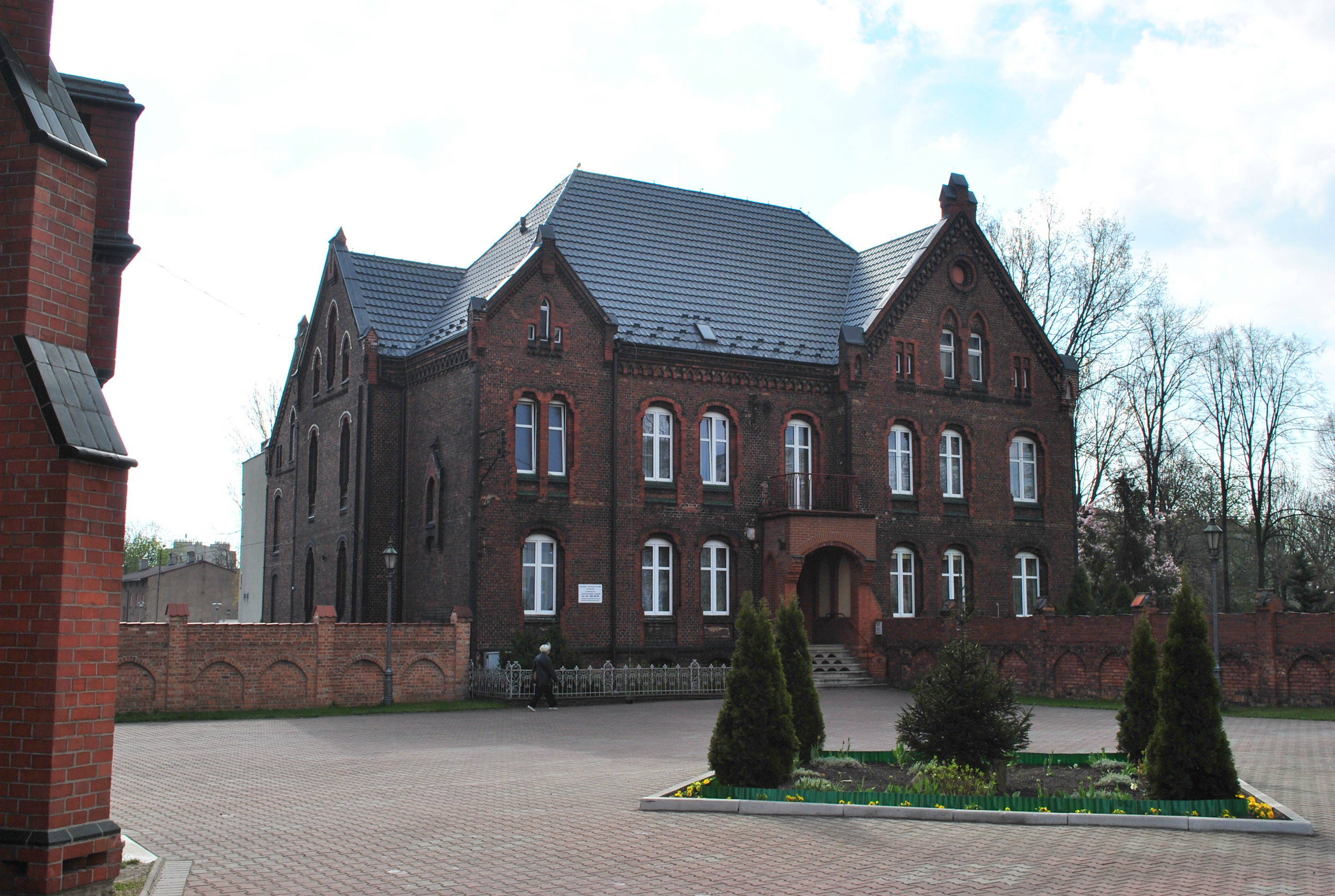
Budynek probostwa parafii św. Józefa w Katowicach-Załężu (2014)

Parafia św. Józefa w Katowicach-Załężu ma swoją siedzibę przy ulicy Gliwickiej 76 w Katowicach, na terenie dzielnicy Załęże. Przynależy ona do dekanatu Katowice-Załęże archidiecezji katowickiej. W 2022 roku liczyła około 8,4 tys. wiernych w 3,7 tys. rodzinach katolickich.
W kościele parafialnym w niedziele i święta odprawianych jest pięć mszy św. (i jedna dodatkowa raz w miesiącu), a w tygodniu i soboty dwie. Ponadto odprawiane są różnego rodzaju nabożeństwa, w tym: nowenna do Matki Bożej Nieustającej Pomocy, nowenna do św. Józefa czy nabożeństwa do Najświętszego Serca Pana Jezusa i do Bożego Miłosierdzia. Odpust parafialny przypada 1 maja w uroczystość św. Józefa Robotnika, a drugi ku czci Matki Bożej Fatimskiej w niedzielę po 13 października.
Przy parafii działają wspólnoty zarówno dziecięco-młodzieżowe, jak i dla dorosłych. Dla dzieci i młodzieży są to (stan na 2024 rok) ministranci i oaza młodzieżowa Ruchu Światło-Życie, natomiast dla dorosłych grupa katechezy dla dorosłych (funkcjonuje od 2000 roku; liczy średnio 20 osób), koło przyjaciół Radia Maryja, krąg biblijny (funkcjonuje od 2018 roku), nadzwyczajni szafarze Komunii Świętej, zespół charytatywny „Caritas” i Żywy Różaniec. Ponadto przy parafii funkcjonuje Poradnia Życia Rodzinnego, a także wydawane jest czasopismo parafialne zatytułowane „Podpora Rodzin”.
Przy ulicy Gliwickiej 76 funkcjonuje dom Zgromadzenia Sióstr św. Jadwigi, w którym siostry prowadzą Zakład Opiekuńczo-Leczniczy dla kobiet, a także czynnie włączają się w działalność parafialną. Przy ulicy Gliwickiej 195/1 mieszkają kapucyni z prowincji krakowskiej – działa tam Dom Zakonny Kapucynów w Katowicach. Tworzą oni Wspólnota Braci Itinerantów, żyjąc wśród najuboższych mieszkańców tej części miasta i posługują jako rekolekcjoniści oraz spowiednicy. 
Załęska parafia zarządza cmentarzem położonym przy ulicy P. Pośpiecha, znajdującym się pomiędzy kościołem parafialnym a linią kolejową. Powierzchnia nekropolii wynosi 2,08 ha, a pierwsze pochówki pochodzą z końca XIX wieku.

## Zasięg parafii
Parafia św. Józefa swoim zasięgiem obejmuje całą katowicką dzielnicę Załęże. Przynależą do niej następujące ulice: F. Anioła, S. Badury, F. Bocheńskiego (do nr. 54), S. Bogusławskiego, S. Borysa, Bracka (część), J. Cholewy, J. Ciemały, L. Czoika, F. Dudka, Gliwicka (nr. 44-312), Gminna, J. Grządziela, W. Janasa, R. Kempki, Klimczoka, J. Koczeby, J. Kupca, J. Lelewela, Lisa, Macieja, Mamoka, Marcina, P. Musialika, G. Narutowicza, Ondraszka, J. Piechy, Pokoju, P. Pośpiecha, 18 Sierpnia, J. Skrzeka, T. Szewczenki, Ślusarska, Tokarska, Wiśniowa, J. Wolnego, M. Wolskiego, J. Wyplera, Zamułkowa, J. Zarębskiego i Żelazna (południowa część).